# Regioni tradizionali della Slovacchia
Queste regioni tradizionali della Slovacchia corrispondono principalmente agli antichi comitati del Regno d'Ungheria, ma anche di altre regioni. 
La Slovacchia fece parte del regno d'Ungheria dall'XI-XIV secolo fino al 1918. 

## Comitati

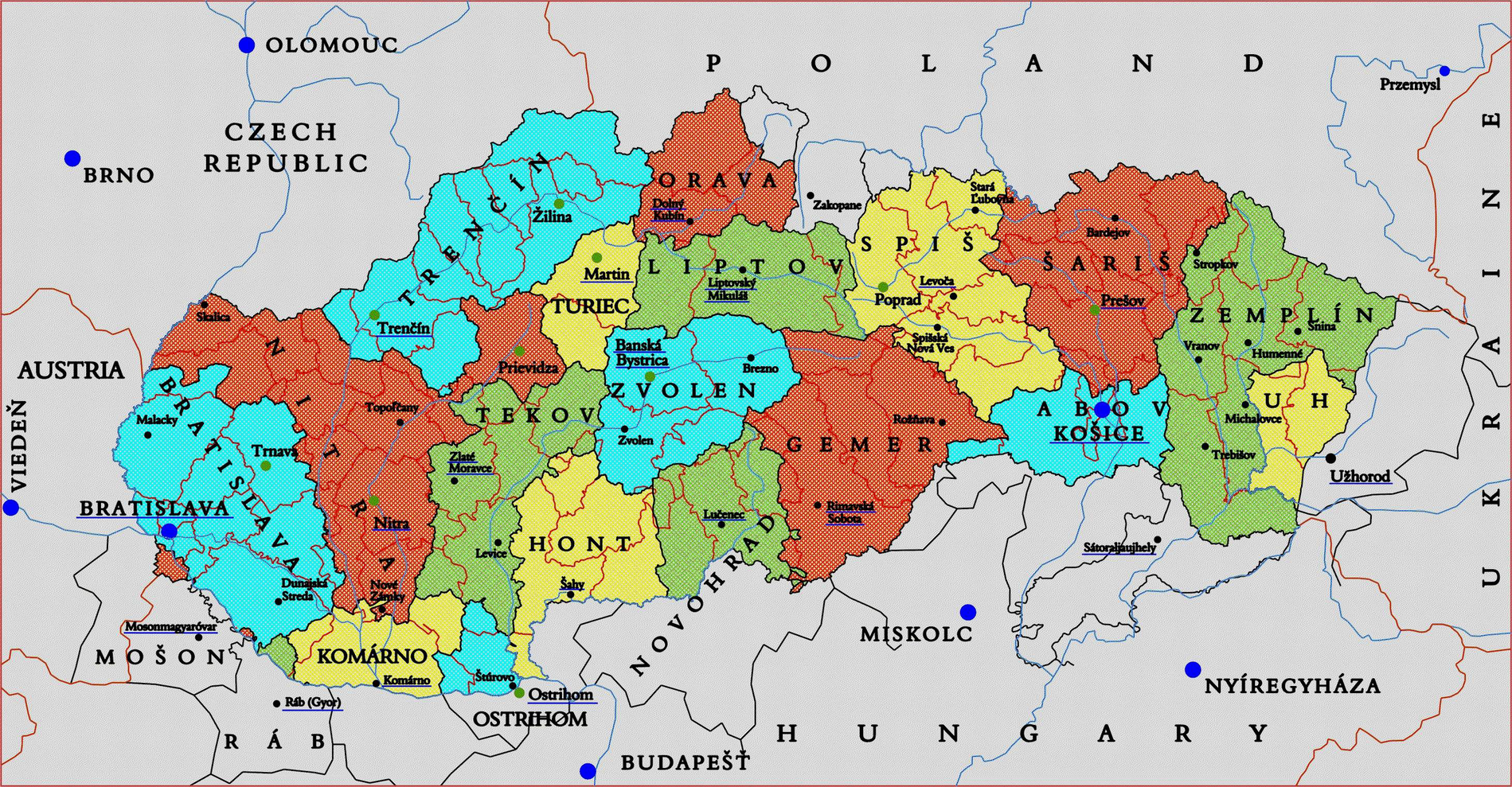
Mappa delle Contee storiche della Slovacchia

C'erano venti (successivamente ventuno) comitati del Regno d'Ungheria situati completamente o parzialmente nell'attuale Slovacchia. 
Dopo la creazione della Cecoslovacchia, hanno continuato ad esistere e funzionare fino al 1922. 
La maggior parte di loro sono ancora usati senza formalità per il territorio corrispondente.

## Comitati che sono completamente incorporati nell'attuale Slovacchia
- Nitra
- Tekov
- Trenčín
- Turiec
- Liptov
- Zvolen
- Šariš

## Comitati che sono parzialmente incorporati nell'attuale Slovacchia
- Orava (La parte settentrionale è nell'attuale Polonia)
- Spiš (La parte settentrionale è nell'attuale Polonia)
- Mošoň (Quasi per intero nell'attuale Ungheria)
- Prešporok (Quasi per intero nell'attuale Slovacchia)
- Gemer-Malohont (Quasi per intero nell'attuale Slovacchia)
- Ráb (Quasi per intero nell'attuale Ungheria)
- Komárno (La parte meridionale è nell'attuale Ungheria)
- Ostrihom (La parte meridionale è nell'attuale Ungheria)
- Hont (La parte meridionale è nell'attuale Ungheria)
- Novohrad (La parte meridionale è nell'attuale Ungheria)
- Abov-Turňa (La parte meridionale è nell'attuale Ungheria)
- Zemplín (La parte meridionale è in Ungheria, mentre la parte orientale è in Ucraina)
- Uh (La parte orientale è nell'attuale Ucraina)

## Altre regioni tradizionali
Ci sono altre regioni in Slovacchia, che non corrispondono ai comitati storici:
- Kysuce - La parte settentrionale fa parte del comitato di Trenčín
- Záhorie - La parte occidentale fa parte dei comitati di Nitra e Prešporok
- Podpoľanie - La parte meridionale fa parte del comitato di Zvolen
- Zamagurie - La parte occidentale fa parte del comitato di Spiš